# Forcipomyia coprophila
Forcipomyia coprophila är en tvåvingeart som beskrevs av Jean-Jacques Kieffer 1914. Forcipomyia coprophila ingår i släktet Forcipomyia och familjen svidknott.
Artens utbredningsområde är Tyskland. Inga underarter finns listade i Catalogue of Life.